# Pierre-Luc Lafontaine
Pierre-Luc Lafontaine est un acteur québécois et franco-ontarien, né le 5 mars 1991 à Ottawa au Canada.

## Filmographie
Sauf indication contraire, les informations mentionnées dans cette section peuvent être confirmées par les bases de données cinématographiques  présentes dans la section « Liens externes ».

### Acteur

#### Télévision
- 2003 : Macaroni tout garni : Petit Rémi
- 2003 : Les Bougon, c'est aussi ça la vie!
- 2009 - 2013 : La Galère : Hugo Valois
- 2011 : Les Rescapés : Olivier
- 2011 : Fée Éric : Deacon
- 2013 : Destinées : Karl
- 2014 - 2016 : Subito texto : Bastien
- 2015 - 2019 : Jérémie : Thomas Cinq-Mars
- 2016 : Ça décolle! : Bastien
- 2016 : Web Thérapie : Nino Soly
- 2017 : Marche à l'ombre de Francis Leclerc : Dany
- 2017 : Les Pêcheurs : Alexis
- 2019 :  District 31 : Pierre-Yves Gladu
- 2023 : Complètement Lycée : Chaz Manson

#### Cinéma
- 2002 : Le Piège d'Issoudun : Rossi
- 2008 : 5150, rue des Ormes : Simon
- 2008 : Tout est parfait d'Yves Christian Fournier : Vincent, le frère d'Alex
- 2009 : Je me souviens : Marcelin Babin
- 2010 : Le Poil de la bête : Pierre-Armand
- 2011 : Coteau rouge d'André Forcier : jeune Fernand
- 2011 : La Vérité : Gabriel Caron
- 2013 : Le Météore : narration
- 2013 : Sarah préfère la course de Chloé Robichaud : Sean
- 2018 : Ma vie avec John F. Donovan : Douche
- 2018 : L'Amour : Gabriel Caron
- 2019 : Une manière de vivre de Micheline Lanctôt : Arnaud
- 2022 : Falcon Lake de Charlotte Le Bon : Stan

### Réalisation / court-métrage
- 2010 : Lumière dans la nuit

## Distinctions

### Récompenses
- Festival Vidéaste Recherché-e 2008 : Prix du Jury pour la réalisation du court-métrage Éphémère
- Festival international de films Fantasia 2009 : meilleure interprétation dans un court métrage québécois pour Déraciné
- Festival Regard 2011 : Prix meilleur scénario pour le court-métrage Lumière dans la nuit
- Prix « Prends ça court! » 2011 : Prix Magra pour la réalisation du court-métrage Lumière dans la nuit